# Count on Me
Count on Me è un duetto fra la cantante Whitney Houston e l'artista gospel CeCe Winans. Pubblicato nel 1996, la canzone è il quarto (il secondo cantato dalla Houston) singolo estratto dalla colonna sonora del film Waiting to Exhale. La canzone è stata scritta da Whitney Houston insieme a Babyface e Michael Houston.

## Classifiche
| Chart (1996)  | Peak position |
| ------------- | ------------- |
| Australia     | 87            |
| Austria       | 28            |
| Germania      | 75            |
| Nuova Zelanda | 26            |
| Paesi Bassi   | 34            |
| Regno Unito   | 12            |
| Stati Uniti   | 8             |
| Svizzera      | 31            |